# クーママイシンA1
クーママイシンA1（英：Coumermycin A1）はアミノクマリンの一つである 。その主な標的はDNAジャイレースGyrBサブユニットのATPアーゼ部位である。

## 関連記事
- Chemically induced dimerization